# Bispgården
Bispgården ist ein Ort in der schwedischen Provinz Jämtlands län und in der historischen Provinz Jämtland. Da der Ort aus zwei in einigem Abstand voneinander gelegenen Ortsteilen besteht, werden diese seit 1995 von der Statistikbehörde als separate Tätorte geführt: Västra Bispgården (‚West-Bispgården‘, 496 Einwohner, Fläche 1,16 km²) und Östra Bispgården (‚Ost-Bispgården‘, 249 Einwohner, 1,25 km²; jeweils 2015).

## Lage
Bispgården gehört zur Gemeinde Ragunda. Der Ort liegt etwa 100 km Luftlinie östlich der Provinzhauptstadt Östersund und knapp 20 km südöstlich des Gemeindezentrums Hammarstrand am linken Ufer des Indalsälven. Die Zentren der beiden Ortsteile sind etwa drei Kilometer voneinander entfernt. Västra Bispgården liegt flussaufwärts, nordwestlich, und Östra Bispgården flussabwärts und südöstlich. Västra Bispgården ist der drittgrößte Tätort der Gemeinde nach ihrem Zentralort Hammarstrand sowie Stugun. Unweit verläuft die Grenze zur Nachbarprovinz Västernorrlands län sowie zu den historischen Provinzen Ångermanland und Medelpad.
Bispgården hat einen Bahnhof an der von Mittelschweden nach Boden führenden Eisenbahnstrecke Stambanan genom övre Norrland (Nordlandbahn, Streckenkilometer 608 ab Stockholm), die einige Kilometer oberhalb des Ortes den Indalsälven quert. Durch den Ort führt die Reichsstraße 87 von Sollefteå nach Östersund. Bei Östra Bispgården zweigt die Reichsstraße 86 ab, die den Indalsälven hinab nach Sundsvall verläuft.

## Geschichte
Im Jahr 1472 wurde der in einer seit dem Mittelalter besiedelten Gegend gelegene Ort als Biskopsgard erwähnt. Der Name bedeutet Bischofshof und bezieht sich auf die damalige Verwaltung des Gebietes durch das Erzbistum Uppsala. Er wurde Mittelpunkt der Kirchgemeinde Fors, für die im 16. Jahrhundert an Stelle der heutigen Kirche des Ortes ein erster Kirchenbau entstand.

## Sehenswürdigkeiten
Zwischen den Ortsteilen Västra und Östra Bispgården, unweit der Kreuzung der Reichsstraßen 86 und 87, steht die 1839 errichtete Kirche Fors kyrka, die den 1834 abgerissenen Vorgängerbau ersetzte. Der bis heute in Gebrauch befindliche Glockenstapel stammt von 1765.
Sechs Kilometer oberhalb von Västra Bispgården liegt Döda fallet, der Tote Wasserfall, zuvor Gedungsen oder Storforsen, der 1796 trocken fiel, nachdem sich der Indalsälven infolge des misslungenen Baus eines Umgehungskanals für die Holzflößerei ein neues Flussbett schuf. Einige Kilometer abwärts von Östra Bispgården steht bei der Siedlung Utanede ein 28 Meter hoher Thailändischer Pavillon (Thailändska paviljongen,  offiziell King Chulalongkorns Memorial ). Er wurde 1998 zur Erinnerung an den Besuch Bispgårdens durch Chulalongkorn, den König von Siam, errichtet, der auf seiner Europareise 1897 auch Schweden besuchte.

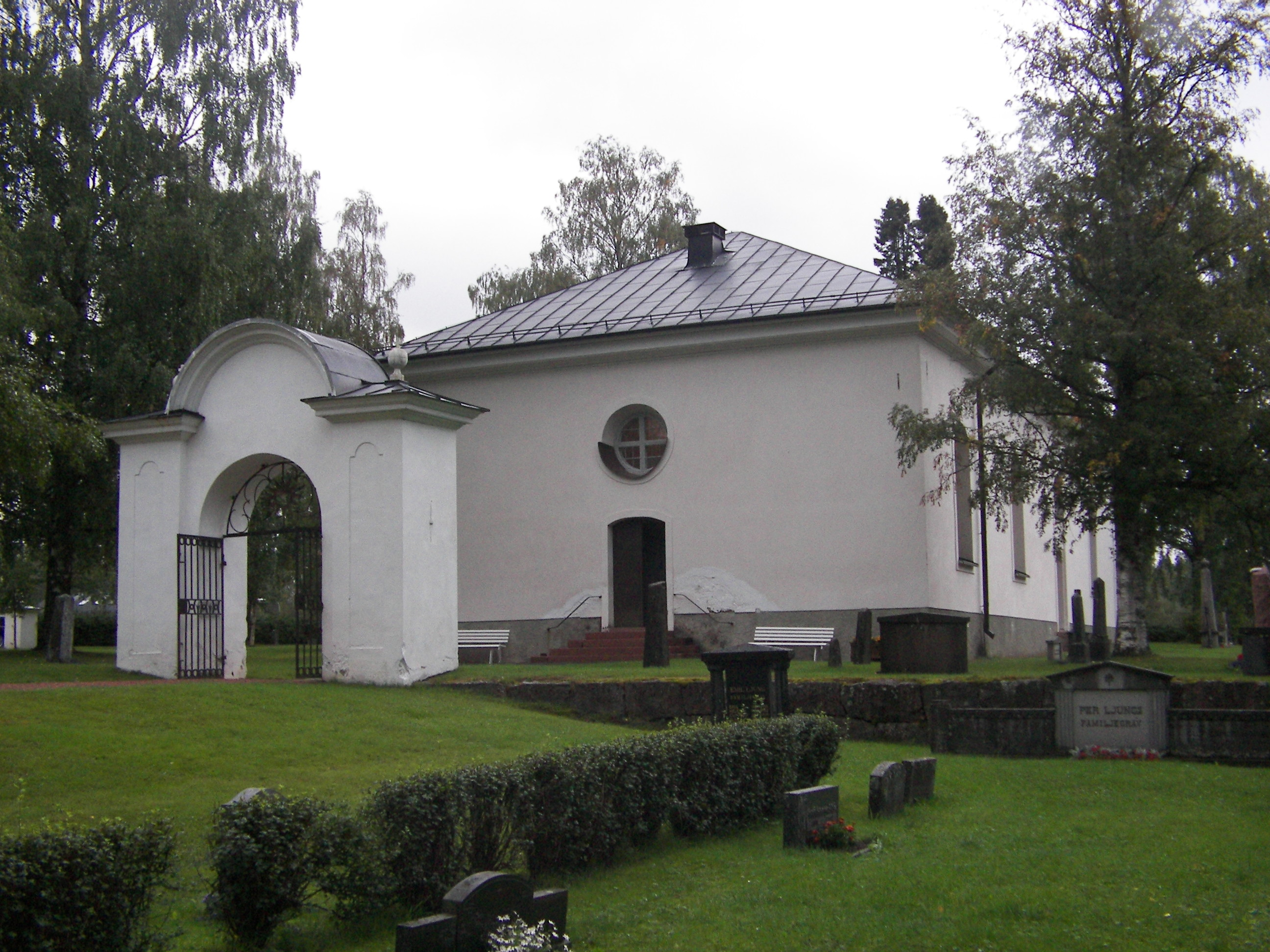
Fors kyrka
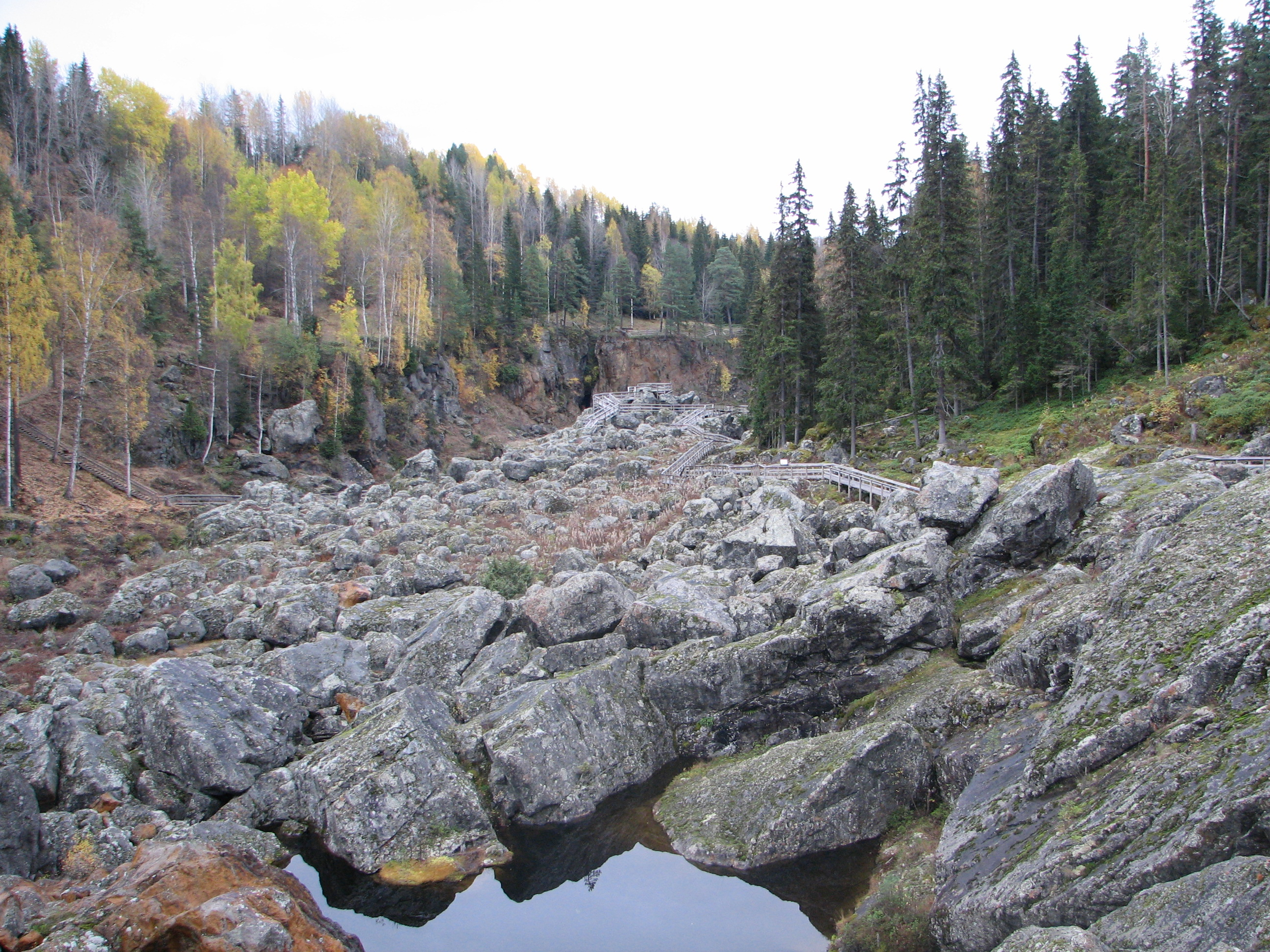
Döda fallet
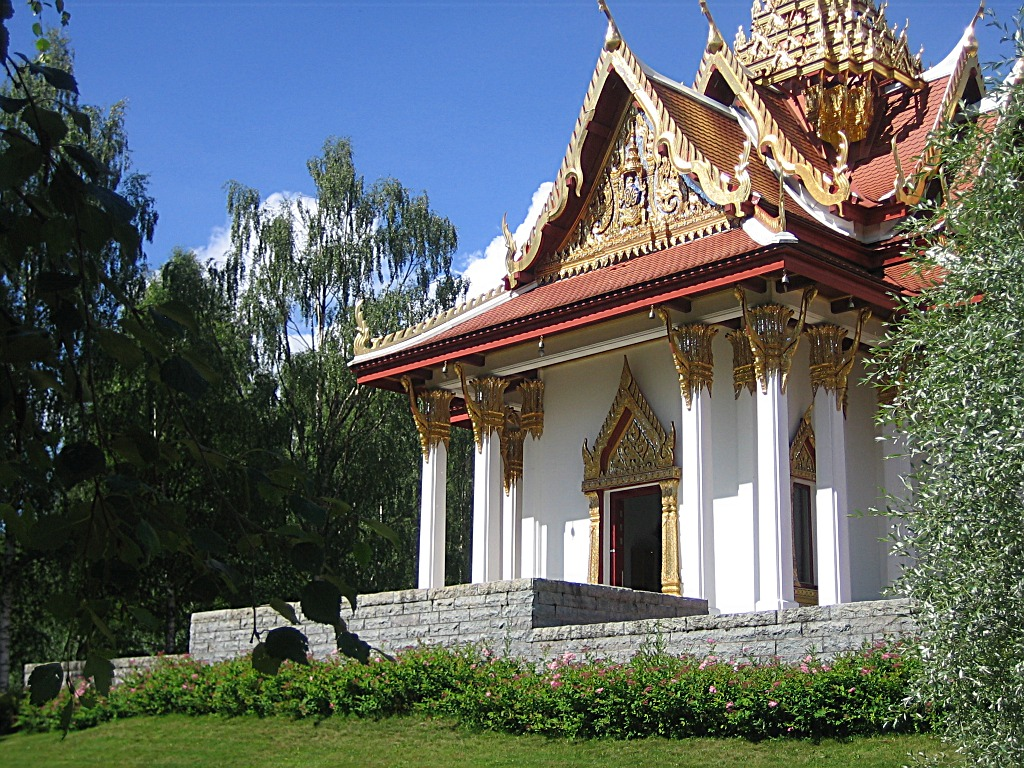
Thai-Pavillon in Utanede

## Wirtschaft
Größtes Unternehmen des Ortes ist eine Fabrik für LKW-Heckgabelstapler. Im Bereich von Bispgården ist der Indalsälven an drei Stellen aufgestaut und wird zur Elektroenergieerzeugung genutzt. Oberhalb des Ortes liegt das Wasserkraftwerk Svarthålsforsen (Leistung 81 MW, erbaut 1950–1954), unterhalb des Ortes die Kraftwerke Stadsforsen (139 MW, 1939, umgebaut 1952) und Hölleforsen (148 MW, 1949).